# Astorga (kommun i Brasilien)
Astorga är en kommun i Brasilien.   Den ligger i delstaten Paraná, i den södra delen av landet, 900 km söder om huvudstaden Brasília. Antalet invånare är 24 704. Arean är 435 kvadratkilometer.
Terrängen i Astorga är kuperad åt sydost, men åt nordväst är den platt.
Följande samhällen finns i Astorga:
- Astorga

Omgivningarna runt Astorga är en mosaik av jordbruksmark och naturlig växtlighet. Runt Astorga är det ganska tätbefolkat, med 86 invånare per kvadratkilometer.